# Colique hépatique
Une colique hépatique (une douleur qui n'a rien de colique et rien d'hépatique, le nom plus approprié étant "douleur vésiculaire") est un symptôme douloureux ressenti par un patient dans la partie supérieure droite de l'abdomen. Cette douleur est généralement isolée ; elle ne s'accompagne pas de fièvre, d'altération de l'état général ou d'ictère. Elle peut s'accompagner d'une fièvre et d'un ictère dans la triade de Charcot ou de Villard. C'est une douleur généralement déclenchée par un repas riche en graisse (entraînant une augmentation de la CCK, elle-même induisant une contraction de la vésicule biliaire).
On retrouve ce symptôme, par exemple, lors de l'expulsion d'un calcul hors de la vésicule biliaire (en même temps que la bile), lors de la contraction de celle-ci. Le calcul provoque une douleur vive en se déplaçant dans les voies biliaires : cette douleur peut irradier jusqu'aux côtes et l'épaule du côté droit.